# Rico Weber
 (août 2016).
Rico Weber, né le 6 octobre 1942 à Hinwil et mort le 8 octobre 2004 à Berne, est un sculpteur suisse.

## Biographie
Fils ainé d'une famille de 3 enfants, il fait d'abord un apprentissage de tapissier décorateur (1959-1963) avant de quitter le carcan familial et part sillonner l'Europe. En 1966, alors qu'il gagne sa vie en faisant la plonge au restaurant du musée d'art moderne de Stockholm, il fait la rencontre de Niki de Saint Phalle et de Jean Tinguely. Ces deux artistes étaient venus au Moderna Museet pour construire une sculpture monumentale, HON, à l’intérieur du musée. Ils et firent ainsi la connaissance de Rico Weber qui, séjournant déjà depuis plusieurs mois en Suède, leur servit tout d'abord d’interprète. Par la suite, il devint leur assistant. Il fut ainsi le premier assistant de Niki de Saint Phalle et de Jean Tinguely et le demeura jusqu’à la mort de Jean Tinguely en 1991, et ensuite de Niki de Saint Phalle en 2002.
Rico a collaboré activement à toutes les œuvres monumentales tant de Niki de Saint Phalle que de Jean Tinguely. 
Dès le début de son périple Rico a pratiqué le dessin et la photo. Il est passé à la sculpture dès 1972, année où il s’est établi dans sa propre maison à Fromatt, près de Fribourg.
Rico a longtemps cherché sa propre voie et, détaché de l'influence de Jean Tinguely et de Niki de Saint Phalle, il a créé son propre style totalement innovant avec ses tableaux moulages. Ces œuvres représentaient pour lui une forme de photographie en 3 dimensions où il capturait non seulement l’instant présent, mais aussi son énergie et le magnétisme dégagé par les objets.
À sa mort, il fait don au musée de Fribourg de tout ce qui se trouvait dans sa maison, ce qui comprend outre ses propres œuvres, plusieurs œuvres de Niki de Saint Phalle, de Jean Tinguely et de beaucoup d’artistes ayant gravité dans la cellule du Nouveau Réalisme.